# Chaunacops
Chaunacops – rodzaj morskich ryb żabnicokształtnych z rodziny chonaksowatych (Chaunacidae).
Są to ryby głębinowe żerujące przy dnie na stoku kontynentalnym, zwykle na głębokości ok. 200 m, ale niektóre występują głębiej. Od pokrewnego rodzaju Chaunax różnią się liczbą promieni w płetwie odbytowej (5–6, zwykle 6) i mniejszą liczbą neuromastów.

## Klasyfikacja
Gatunki zaliczane do tego rodzaju:
- Chaunacops coloratus
- Chaunacops melanostomus
- Chaunacops roseus